# Климанов, Владимир Викторович
Владимир Викторович Климанов (род. 10 мая 1969, Москва) — российский экономист и экономико-географ, доктор экономических наук.
Директор Центра региональной политики РАНХиГС при Президенте РФ. Директор Института реформирования общественных финансов. Президент Ассоциации независимых центров экономического анализа. Руководитель научно-исследовательских и консалтинговых проектов в сфере экономики и финансов.

## Образование
- 1986—1993 — кафедра социально-экономической географии зарубежных стран географического факультета МГУ им. М. В. Ломоносова. Специальность — «Экономическая география».
- 1997 — Кандидат географических наук[1]. Московский государственный университет имени М. В. Ломоносова. Тема диссертации: «Роль промышленности стран разного типа в структурах мирового хозяйства». Научный руководитель А. С. Фетисов.
- 1999 — Академия народного хозяйства при Правительстве РФ. Профессиональная переподготовка. Специальность — «Финансы и право».
- 2003 — Доктор экономических наук. Институт системного анализа РАН. Тема диссертации: «Региональные системы в условиях трансформации федеративных отношений».

## Профессиональная деятельность
- 2020 — по настоящее время — Директор Центра региональной политики РАНХиГС при Президенте РФ[2]
- 2010—2020 — Заведующий кафедрой государственного регулирования экономики РАНХиГС при Президенте РФ.
- 2002 — по настоящее время — Директор Института реформирования общественных финансов[3].
- 2000—2020 — Ведущий научный сотрудник Института системного анализа РАН.
- 2000—2003 — Главный консультант, заместитель директора Проекта МБРР «Техническое содействие реформе бюджетной системы на региональном уровне».
- 1997—2000 — Главный специалист, начальник отдела, заместитель руководителя департамента Министерства по делам федерации и национальной политики РФ (ранее — Министерство региональной политики РФ). Квалификационный разряд «Государственный советник Российской Федерации I класса».
- 1993—1997 — Аспирант, младший научный сотрудник Московского государственного университета имени М. В. Ломоносова, географический факультет.

Направление научно-практической деятельности: прикладные исследования в области государственных и муниципальных финансов, межбюджетных отношений и регионального развития; консультирование федеральных и региональных органов власти по внедрению, адаптации инновационных бюджетно-финансовых решений, использованию различных моделей и инструментов регулирования регионального и муниципального развития.
- Президент Ассоциации независимых центров экономического анализа[4].

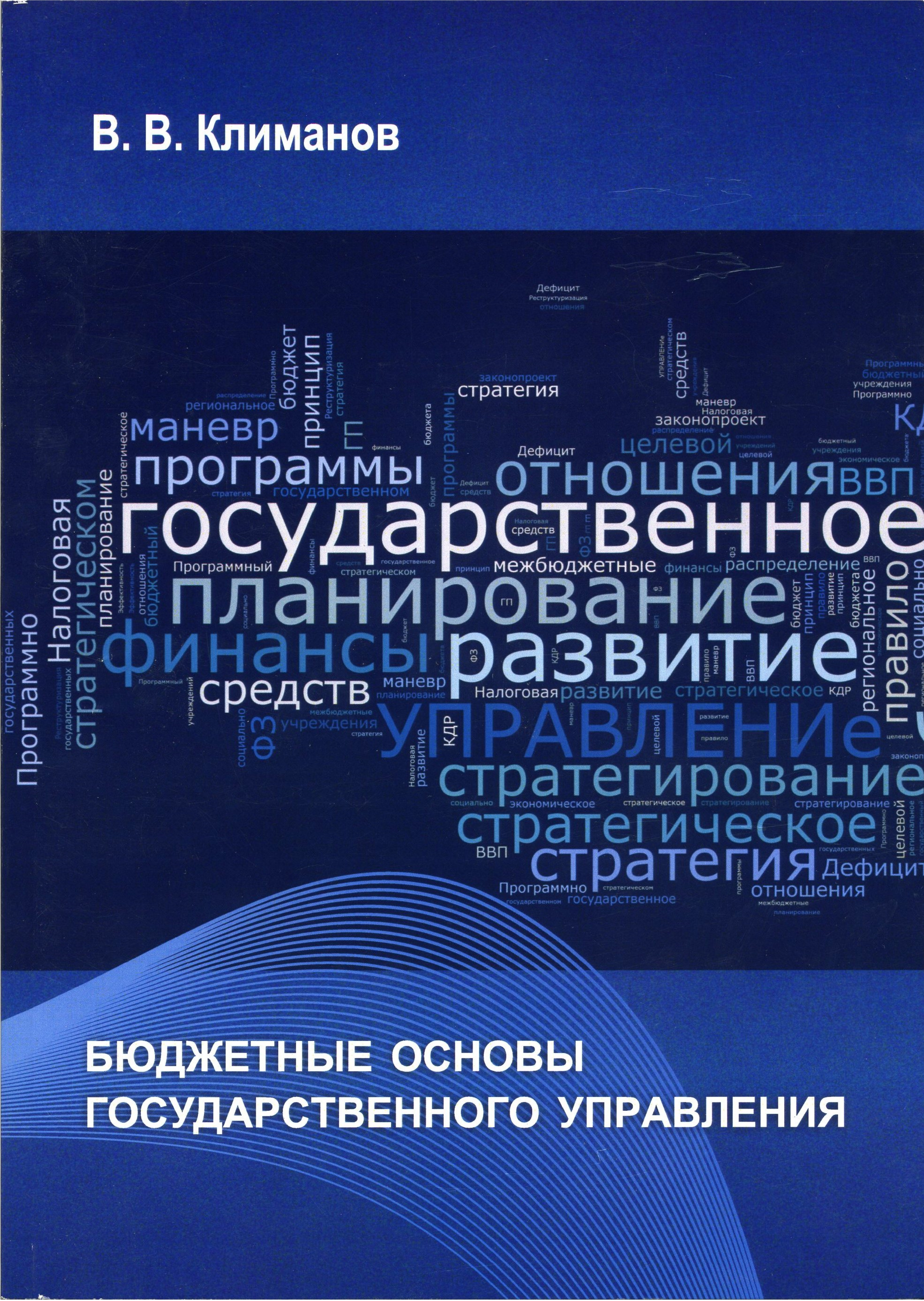
Бюджетные основы государственного управления: Избранные статьи. 2009—2014 гг. / В. В. Климанов

- Бюджетные основы государственного управления: Избранные статьи. 2009—2014 гг. / В. В. КлимановЧлен Русского географического общества.

## Труды
- Более 200 научных работ, 2 индивидуальные и около 20 коллективных монографий.
- Главный редактор сборника «Общественные финансы» (издается с 2002).
- Соавтор учебников по географии для школьников.